# Bouzeron
Bouzeron é uma comuna francesa na região administrativa de Borgonha-Franco-Condado, no departamento Saône-et-Loire. Estende-se por uma área de 3,73 km². Em 2010 a comuna tinha 140 habitantes (densidade: 37,5 hab./km²).